# 第24回競輪祭
第24回競輪祭（だい24かい けいりんさい）は、1982年に小倉競輪場で行われた。

## 決勝戦
- 全日本競輪王戦　11月23日（火・祝）

| 着順 | 車番 | 選手       | 登録地 |
| ---- | ---- | ---------- | ------ |
| 1    | 7    | 井上茂徳   | 佐賀県 |
| 2    | 5    | 中野浩一   | 福岡県 |
| 3    | 1    | 緒方浩一   | 熊本県 |
| 4    | 9    | 久保千代志 | 愛知県 |
| 5    | 2    | 尾崎雅彦   | 東京都 |
| 6    | 3    | 高橋健二   | 愛知県 |
| 7    | 8    | 佐々木昭彦 | 佐賀県 |
| 8    | 4    | 北村徹     | 熊本県 |
| 9    | 6    | 松江龍起   | 熊本県 |

- 配当 
  - 連勝単式 5－4　470円

### レース概要
残りあと２周。佐々木ー北村ー中野ー井上ー緒方ー松江の九州６人衆が、尾崎、高橋ー久保を抑えて正攻法位置に入り、すかさず北村が中野以下を連れて主導権を握る。最終バック付近で、中野が満を持して北村を番手まくり。２角から高橋が捲り上げるが、井上が４角手前でこれを牽制。直線に入り、大会３連覇目前の中野に対し、井上が８分の１輪差し切り、完全優勝を決めた。またこの後、井上は史上２人目となる、年間獲得賞金額１億円プレーヤーとあいまった。
なお、11月21日（日）に決勝戦が行われた、全日本新人王戦は、峰重龍一（岡山県）が優勝した。